# Wing Commander III: Heart of the Tiger
Wing Commander III: Heart of the Tiger è un videogioco della serie di simulatori di volo fantascientifici Wing Commander. Il videogioco come i predecessori è stato sviluppato dall'Origin Systems, è stato immesso sul mercato nel 1994 e abbandona la grafica basata su sprite dei precedenti giochi per una grafica poligonale con texture generate via software.
Wing Commander III utilizza una nuova serie di astronavi, molto diverse da quelle utilizzate in Wing Commander I e Wing Commander II. Le astronavi della confederazione sono basate su planes in space mentre le astronavi Kilrathi sono state totalmente ridisegnate in modo asimmetrico, con superfici ruvide, con molti spigoli. Queste forme spigolose sono state imposte dalle limitazioni tecniche dell'epoca. All'uscita del gioco le schede grafiche non erano dotate di accelerazione grafica tridimensionale e quindi la grafica era gestita totalmente dal processore che poteva gestire un numero limitato di poligoni.
Il videogioco vide anche un'evoluzione degli intermezzi animati che passarono da scene disegnate a veri filmati animati, fu uno dei primi giochi a utilizzare filmati registrati con attori professionisti. Fece largo uso di grafica al computer miscelata con i filmati degli attori. La trama è molto libera, le singole risposte del giocatore modificano le risposte degli altri personaggi e possono influenzare il morale dell'intera squadra.  Il regista Chris Roberts assunse diversi attori famosi, tra i quali Thomas F. Wilson, Malcolm McDowell e Mark Hamill, che interpreta il personaggio del giocatore. Il videogioco costò 4 milioni di dollari e divenne il videogioco più costoso dell'epoca. Visto l'elevato numero di filmati fu necessario utilizzare quattro CD-ROM per contenere il videogioco e ovviamente non ne fu realizzata una versione su floppy disk.
Infine è stato rivelato il nome del personaggio utilizzato dal giocatore. Il giocatore interpreta il colonnello Christopher Blair che essendo il capo missione può decidere con che velivolo volare, che armi montare e che wingman (compagno) utilizzare nelle missioni. Come nel primo Wing Commander i compagni del giocatore possono morire in missione. Il soprannome del personaggio è personalizzabile, da Wing Commander: Prophecy invece questo diventa una caratteristica del personaggio non più modificabile venendo fissata dai programmati come Maverick.
Un libro basato sulla trama del videogioco è stato scritto da William R. Forstchen e Andrew Keith nel 1995. Nello stesso anno è stato prodotto Wing Commander Collectible Trading Game, un gioco di carte collezionabile basato sul videogioco.
Il seguito Wing Commander IV: The Price of Freedom venne presentato nel 1996.
Il gioco è stato reso disponibile gratuitamente per il download tramite Origin dal 5 agosto 2014 al 2 settembre 2014.